# Severská říše
Severská neboli také Anglo-skandinávská říše jsou historiky užívaná označení pro velkou personální unii vikinského krále Knuta Velikého, který současně vládl královstvím Dánska, Norska, Anglie a okrajové části Švédska. Knut jako král Dánska, Norska a Anglie sjednotil tři silná království a bývá proto označován za „císaře Severu“. Zároveň je považován za jednoho z posledních vikinských vládců. Knutovu říši lze označit ze námořní velmoc (thalasokracii), neboť se její moc opírala zejména o nadvládu nad mořem. Knutovo panství trvalo jen krátce po dobu jeho vlády. 

## Historie

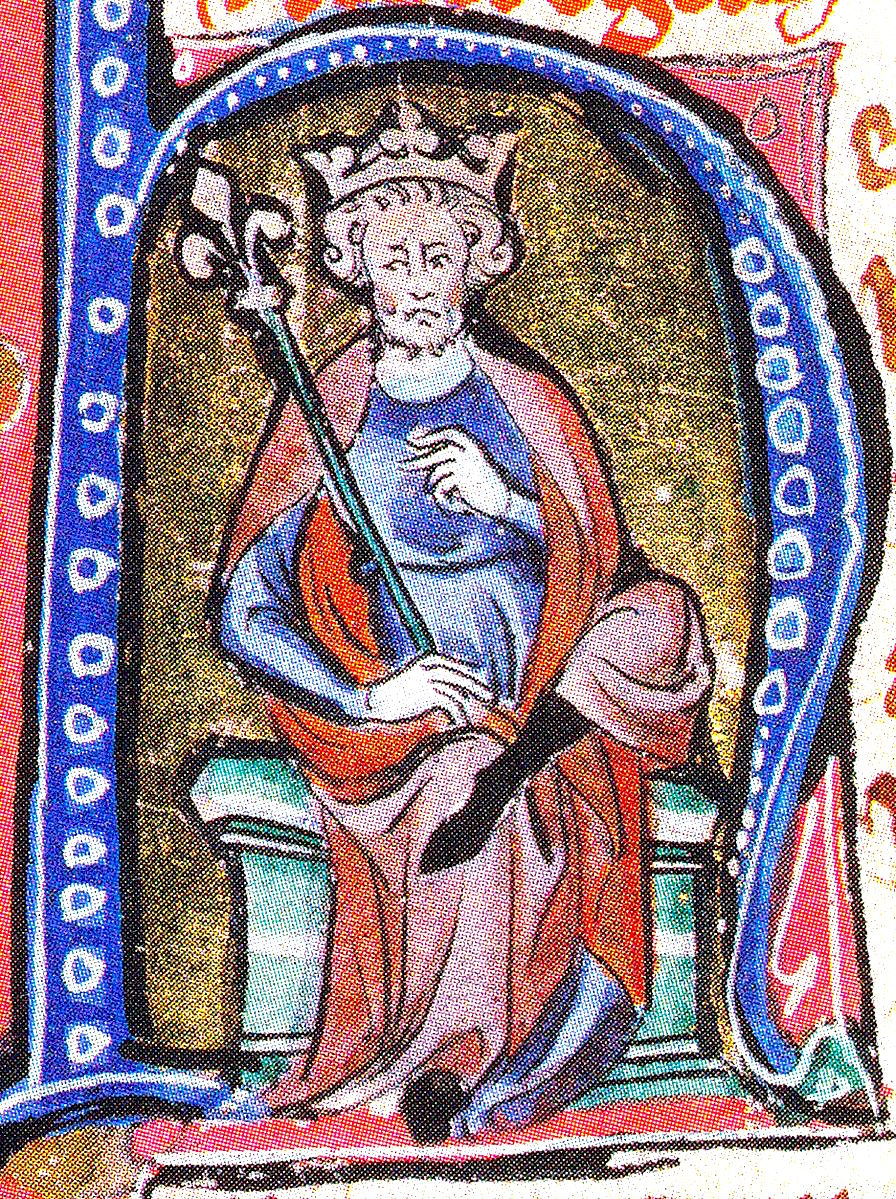
Knut Veliký, středověká iluminace

Po Knutově smrti nastoupil v Dánsku jako jeho nástupce Hardiknut pod jménem Knut III. Na anglický trůn nastoupil Harold Rychlonohý, který Anglii vládl až do své smrti roku 1040, kdy ho vystřídal dánský král Hardiknut. Hardiknut tak vládl sjednocenému království Dánska a Anglie až do své smrti roku 1042 a částečně se tak přiblížil Knutově odkazu. Jeho nástupcem na anglickém trůnu se poté stal Eduard III. Vyznavač, který byl předtím Hardiknutem povolán zpět z exilu z Normandie. Na dánském trůnu ho později vystřídal Magnus I., který byl zas pro změnu norským králem. 
Knutův odkaz způsobil, že si skandinávské národy nepřestávaly činit nároky na Anglii a vedl později i norského krále Haralda III. k vpádu do Anglie a porážce u Stamford Bridge. Skandinávské nároky na Anglii ukončil až normandský vévoda Vilém Dobyvatel, který sám Anglii ovládl s Normany.